# U.S. Bancorp
U.S. Bancorp (stilizzato come us bancorp) è una holding bancaria americana con sede a Minneapolis, Minnesota. È la società madre della U.S. Bank National Association ed è la quinta più grande istituzione bancaria negli Stati Uniti.  La società fornisce prodotti bancari, di investimento, ipotecari, fiduciari e di pagamento a privati, imprese, enti governativi e altre istituzioni finanziarie. Ha 3.106 filiali e 4.842 sportelli automatici, principalmente negli Stati Uniti occidentali e nel Midwest. È classificata al 117º posto nella Fortune 500,  ed è considerata una banca di importanza sistemica dal Financial Stability Board.
La società possiede anche Elavon, un processore di transazioni con carta di credito per i commercianti, e Elan Financial Services, un'emittente di carte di credito che emette prodotti di carte di credito per conto di piccole cooperative di credito e banche negli Stati Uniti.

## Storia
Il nome della U.S. Bank apparve per la prima volta come United States National Bank of Portland, fondata a Portland, Oregon, nel 1891.   Nel 1902, si fuse con la Ainsworth National Bank of Portland, ma mantenne il nome della Banca Nazionale degli Stati Uniti.  Cambiò il suo nome in United States National Bank of Oregon nel 1964.
La parte iniziale dello sviluppo risale al 1864, con la formazione della First National Bank di Minneapolis.  Nel 1929, quella banca si fuse con la First National Bank of St. Paul (anch'essa costituita nel 1864) e diverse banche più piccole dell'Upper Midwest per formare la First Bank Stock Corporation, che cambiò il suo nome in First Bank System nel 1968.
Nella parte orientale Farmers and Millers Bank a Milwaukee aprì nel 1853, crescendo nella First National Bank of Milwaukee e infine diventando First Wisconsin e quindi Firstar Corporation. A Cincinnati, la First National Bank of Cincinnati aprì le sue attività il 13 luglio 1863 sotto la National Charter n. 24, la carta con cui la Bancorp statunitense opera ancora oggi e una delle più antiche carte bancarie nazionali attive nella nazione. La U.S. Bancorp rivendica il 1863 come data di fondazione. Nonostante sia iniziata nel bel mezzo della guerra civile, la First National Bank di Cincinnati ha continuato a sopravvivere per molti decenni per crescere in Star Bank.

### Il periodo First Bank System
Nel marzo 1997, la First Bank System di Minneapolis, Minnesota, acquisì la U.S. Bancorp of Oregon per 9 miliardi di dollari in azioni.  Al momento dell'annuncio, la Bancorp of Oregon aveva uffici bancari in Oregon, Washington, California, Idaho e Utah mentre First Bank System aveva uffici bancari in Minnesota, Colorado, Nebraska, Dakota del Nord, Dakota del Sud, Montana, Iowa, Illinois, Wisconsin, Kansas e Wyoming. Secondo i termini dell'acquisizione, la sede centrale fu spostata a Minneapolis ma ha preso il nome più riconoscibile U. S. Bancorp. John F. Grundhofer, presidente e amministratore delegato di First Bank, è stato nominato presidente e amministratore delegato della nuova società. L'acquisizione è stata completata nell'agosto 1997.   Circa 4000 posti di lavoro sono stati eliminati, per lo più a Portland.

### Il periodo Firstar
Nell'ottobre 2000, Firstar Corporation di Milwaukee, Wisconsin, ha acquisito US Bancorp per 21 miliardi di dollari in azioni.  La fusione è stata completata il 27 febbraio 2001. La società nata dalla fusione ha mantenuto il nome U.S. Bancorp e si è trasferita nella vecchia sede della U. S. Bancorp a Minneapolis. In base all'accordo di fusione, Jerry Grundhofer, presidente e amministratore delegato di Firstar, avrebbe continuato in quelle posizioni nella nuova società, mentre suo fratello maggiore, John Grundhofer, presidente e amministratore delegato di US Bancorp, avrebbe ricoperto il ruolo di presidente del consiglio di amministrazione fino al suo pensionamento previsto il 31 dicembre 2002. La società ha mantenuto alcune funzioni amministrative a Milwaukee e Cincinnati.
Per consentire la fusione, il Dipartimento di Giustizia degli Stati Uniti ha richiesto a Firstar di vendere 11 filiali nell'area di Minneapolis e 2 a Council Bluffs, Iowa.

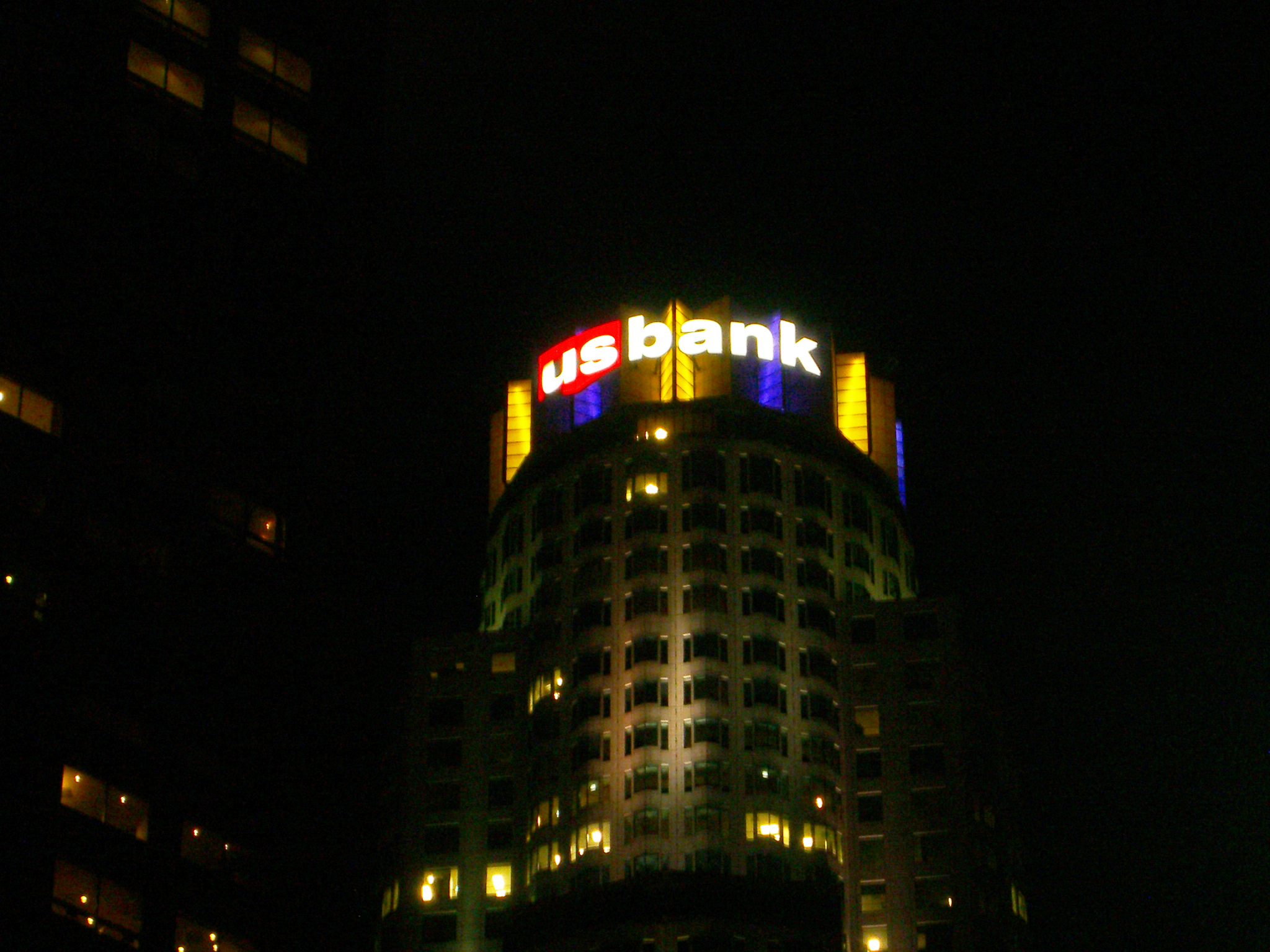
La U.S. Bank Tower nel centro di Los Angeles, California

### L'acquisizione di MUFG Union Bank
Il 21 settembre 2021, U.S. Bancorp ha acquisito l'attività consumer di MUFG Union Bank per 8 miliardi di dollari. È il più grande affare della banca dal 2001, quando si è fusa con Firstar Corp. con sede a Milwaukee per $ 21 miliardi. L'accordo con MUFG Union Bank aggiungerà 58 miliardi di dollari di prestiti all'attuale base di 294 miliardi di Bancorp degli Stati Uniti, oltre ad aumentare la sua base di depositi da 429 miliardi a 519 miliardi di dollari; darà anche a US Bancorp una grande presenza sulla costa occidentale degli Stati Uniti, in particolare in California.
Nell'agosto 2023, Mitsubishi UFG Financial Group Inc, ex società madre di MUFG Union Bank venduta 8 mesi prima a US Bancorp, ha annunciato che avrebbe acquistato una partecipazione di 936 milioni di dollari in US Bancorp. L'accordo scambia debito con azioni, rafforzando l'alleanza di US Bancorp con la più grande banca del Giappone.